# 明治鍼灸大学医療技術短期大学部
明治鍼灸大学医療技術短期大学部（めいじしんきゅうだいがくいりょうぎじゅつたんきだいがくぶ、英語: College of Medical Technology Meiji University of Oriental Medicine）は、京都府南丹市日吉町保野田ヒノ谷6-1に本部を置いていた日本の私立大学である。2002年に設置され、2009年に廃止された。大学の略称は明治柔整短大（めいじじゅうせいたんだい）。

## 概要

### 大学全体
- 京都府南丹市日吉町に所在した日本の私立短期大学で、設置主体は学校法人明治東洋医学院[2]。
- 2002年に1学科体制で入学定員60名にて開学。3年制で存続時における学科数と入学定員に増減はなし。
- 2005年度の入学生を最後に、[注釈 1]、短期大学としての使命を終える[4]。

### 教育および研究
- 柔道整復師養成学科を設けていた。
- 体育実技科目として柔道があった[5]
- 修業年限は昼間部3年制で卒業所要単位は107単位以上であった[6]。

### 学風および特色
- 高度な専門性と資質を備える人材育成を目標に定めていた[6]。
- 日本初の柔道整復師養成短大として開学されるも、開学2年後2004年に本学大学で4年制の保健医療学部柔道整復学科[注 2]、2006年に同じく看護学部が開設され、本短大は募集停止された[注 3]。

## 沿革
- 2001年
  - 12月20日 左記をもって短期大学の設置が認可される[7]。
- 2002年
  - 4月1日 左記をもって明治鍼灸大学医療技術短期大学部が以下の内容で開学[8]。
    - 柔道整復学科[注 5]
- 2003年 入学試験の結果は以下の通り[10]。
  - 受験者 79[注 6]/合格者 68[注 7]
  - 入学者 50[注 8]/入学定員 60
- 2005年
  - 4月1日 この年度をもって学生募集を終了[注釈 1]。
- 2009年
  - 8月26日 左記をもって正式廃止[4]。

## 基礎データ

### 所在地
- 京都府南丹波市日吉町日吉町保野田ヒノ谷6-1[11]。

## 教育および研究

### 組織

#### 学科
- 柔道整復学科 入学定員60名[注 9]

#### 専攻科
- なし

#### 別科
- なし

#### 取得資格について
- 柔道整復師受験資格が得られるシステムとなっていた[6]。

## 学生生活

### 部活動・クラブ活動・サークル活動
- 明治鍼灸大学医療技術短期大学部で活動していたクラブ活動[13]。
  - 体育系：アーチェリー・合気道・剣道・ゴルフ・サッカー・柔道・少林寺拳法・スキー・卓球・テニス・バドミントン・バレーボール・ハンドボール・陸上競技ほか
  - 文化系：映画・漢方・軽音楽・茶道・写真・書道ほか。

### 学園祭
- 明治鍼灸大学医療技術短期大学部の学園祭は「たには祭」と呼ばれ、概ね10月頃に大学と混合で行われていた[14]。

## 施設

### キャンパス
- 交通アクセス：JR山陰本線鍼灸大学前駅。
- 設備：かつて明治鍼灸大学のキャンパス内にあった8号館が短期大学部独自の校舎となっていた。その他は全て大学と共同使用していた[15]。

### 寮
- 明治鍼灸大学医療技術短期大学部には、指定学生寮がなく下宿の斡旋が行われていた[13]。

## 対外関係

### 他大学との協定
- 2002年度に大学コンソーシアム京都に加盟していた[16]。

### 系列校
- 明治国際医療大学
- 明治東洋医学院専門学校